# ديفيد جيل
ديفيد جيل (بالإنجليزية: David Gill)‏ (و. 1843 – 1914 م) هو عالم فلك، وأستاذ جامعي من المملكة المتحدة. ولد في أبردين. كان عضوًا في الجمعية الملكية، والأكاديمية الروسية للعلوم، والأكاديمية الأمريكية للفنون والعلوم، والأكاديمية الملكية السويدية للعلوم، والأكاديمية البروسية للعلوم.
توفي في لندن، عن عمر يناهز 71 عاماً.

## التعليم
تعلم في جامعة أبردين.

## جوائز
حصل على جوائز منها:
- الميدالية الذهبية للجمعية الفلكية الملكية (1908)
- وسام بروس (1900)
- وسام الاستحقاق (بروسيا)
- قلادة ملكية
- وسام الاستحقاق للفنون والعلوم
- زميل في الجمعية الملكية.

## روابط خارجية
- ديفيد جيل على موقع الموسوعة البريطانية (الإنجليزية)